# Мюллер (футболист)
Луи́с Анто́нио Корре́а да Ко́ста (порт.-браз. Luís Antônio Corrêa da Costa; род. 31 января 1966, Кампу-Гранди), более известный как Мю́ллер (нем. Müller) — бразильский футболист, выступавший на позиции нападающего. Чемпион мира 1994 года. По числу голов за «Сан-Паулу» (158 мячей) занимает 7-е место в истории клуба.

## Карьера
Мюллер начал свою карьеру в клубе «Сан-Паулу» в 1984 году и выступал за него до 1987 года, выиграв два чемпионата Сан-Паулу и чемпионат Бразилии, а также став игроком национальной сборной, в составе которой поехал на чемпионат мира 1986, где уже на самом турнире завоевал место в стартовом составе команды.
В 1988 году Мюллер перебрался в итальянский «Торино». Несмотря на то, что бразилец забивал в команде-аутсайдере в каждой третьей игре, это не спасло туринский клуб от «вылета» в серию В.
В 1991 году Мюллер вернулся в «Сан-Паулу», выиграв с командой ещё два чемпионата штата и первенство Бразилии. Но наибольших успехов клуб добился на международной арене, выиграв два кубка Либертадорес и два межконтинентальных кубка, во втором из которых гол Мюллера принёс победу «Сан-Паулу» в матче с «Миланом», и Мюллер был признан лучшим игроком матча.
В 1995 году Мюллер уехал на заработки в японский клуб «Касива Рейсол». Вернувшись в Бразилию через год, Мюллер перешёл в «Палмейрас», выиграв с командой свой последний титул чемпиона штата. В 1996 году «Палмейрас» установил рекорд по количеству голов в чемпионате, наколотив 100 мячей, часть из которых пришлась на долю Мюллера.
После «Палмейраса» Мюллер играл за «Сан-Паулу», уже не показывая своего былого уровня игры, и за итальянскую «Перуджу», за которую провёл лишь 6 матчей. В 1997 году Мюллер перешёл в «Сантос», где играл два года, но никаких титулов не добился. Затем Мюллер перешёл в «Крузейро», выиграв с клубом несколько трофеев.
Позже Мюллер играл за «Коринтианс», «Сан-Каэтано», «Тупи», «Португезу Деспортос» и «Ипатингу».
Завершив карьеру игрока, Мюллер стал телекомментатором, работал на телеканале TV Bandeirantes, в том числе и на матчах чемпионата мира 2006 года. Сразу после турнира Мюллер был назначен на должность исполнительного директора клуба «Санту-Андре» сроком на 5 лет.

## Достижения

### Командные
- Чемпион мира U-20: 1985
- Чемпион штата Сан-Паулу: 1985, 1987, 1991, 1992, 1996
- Чемпион Бразилии: 1986, 1991
- Обладатель кубка Роуза: 1987
- Обладатель кубка Либертадорес: 1992, 1993
- Обладатель межконтинентального кубка: 1992, 1993
- Обладатель суперкубка Либертадорес: 1993
- Чемпион мира: 1994
- Чемпион штата Минас-Жерайс: 1998
- Обладатель Рекопа Южной Америки: 1999
- Обладатель кубка Сул-Минас: 2001

### Личные
- Лучший бомбардир чемпионата Бразилии: 1987
- Лучший игрок межконтинентального кубка: 1992
- Обладатель Серебряного мяча чемпионата Бразилии: 1997